# Noah De Ridder
Noah De Ridder (8 oktober 2003) is een Belgisch voetballer die sinds januari 2024 onder contract ligt bij Cercle Brugge.

## Clubcarrière

### KAA Gent
De Ridder genoot zijn jeugdopleiding bij KAA Gent, dat hem op jonge leeftijd al wegplukte bij Eendracht Aalst. Op zijn twaalfde ging hij naar de Topsportschool in Gent. In november 2021 ondertekende hij zijn eerste profcontract bij de club. Tijdens de voorbereiding op het seizoen 2022/23 mocht De Ridder mee op zomerstage naar Oostenrijk met de A-kern.
Op 17 augustus 2022 maakte hij zijn officiële debuut voor Jong KAA Gent, het tweede elftal van de club dat vanaf het seizoen 2022/23 aantreedt in Eerste nationale: op de openingsspeeldag liet trainer Emilio Ferrera hem tegen URSL Visé (2-2-gelijkspel) tijdens de rust invallen voor John Arthur. Op 11 september 2022 maakte hij zijn officiële debuut in het eerste elftal van de club: op de achtste competitiespeeldag liet trainer Hein Vanhaezebrouck hem in de 2-0-zege tegen Zulte Waregem in de 90e minuut invallen voor Alessio Castro-Montes. De Ridder was in het seizoen 2022/23 een vaste waarde bij Jong Gent, waarmee hij op 24 mei 2023 de Beker van België voor beloften won, mede dankzij een goal van hem in de finale tegen KV Oostende.

### Cercle Brugge
In januari 2024 maakte De Ridder, die in Gent nog maar zes maanden onder contract lag, de overstap naar Cercle Brugge. Daar ondertekende hij een contract tot het einde van het seizoen, met optie op een extra seizoen.

## Clubstatistieken
| Seizoen         | Club            | Land            | Competitie       | Competitie | Competitie | Beker | Beker | Supercup | Supercup | Europees | Europees | Totaal | Totaal |
| Seizoen         | Club            | Land            | Competitie       | Wed.       | Dlp.       | Wed.  | Dlp.  | Wed.     | Dlp.     | Wed.     | Dlp.     | Wed.   | Dlp.   |
| --------------- | --------------- | --------------- | ---------------- | ---------- | ---------- | ----- | ----- | -------- | -------- | -------- | -------- | ------ | ------ |
| 2022/23         | Jong KAA Gent   | Vlag van België | Eerste nationale | 33         | 0          | —     | —     | —        | —        | —        | —        | 33     | 0      |
| 2022/23         | KAA Gent        | Vlag van België | Eerste klasse A  | 1          | 0          | 0     | 0     | —        | —        | 0        | 0        | 1      | 0      |
| 2023/24         | Jong KAA Gent   | Vlag van België | Eerste nationale | 1          | 0          | —     | —     | —        | —        | —        | —        | 1      | 0      |
| 2023/24         | Cercle Brugge   | Vlag van België | Eerste klasse A  | 0          | 0          | 0     | 0     | —        | —        | —        | —        | 0      | 0      |
| Carrière totaal | Carrière totaal | Carrière totaal | Carrière totaal  | 35         | 0          | 0     | 0     | 0        | 0        | 0        | 0        | 35     | 0      |

Bijgewerkt op 8 januari 2024.

## Interlandcarrière
De Ridder debuteerde in 2020 als Belgisch jeugdinternational.